# アムロジピン

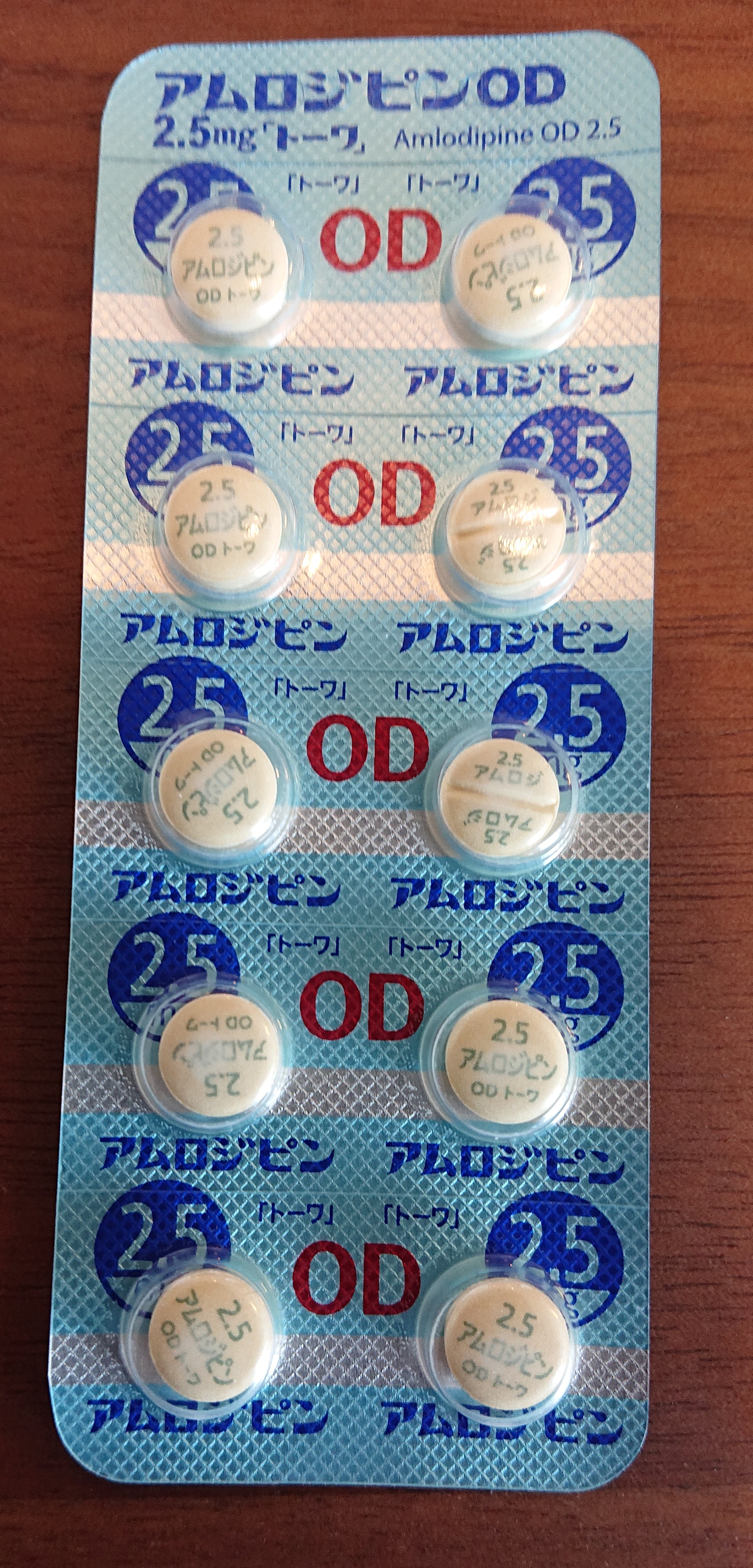
アムロジピン 2.5mgOD錠

アムロジピン（英語: Amlodipine）は、長時間作用型ジヒドロピリジン系カルシウムチャネル拮抗薬の1つである。世界中で高血圧治療薬および狭心症治療薬として用いられている。不斉炭素を1つ持つが、光学分割はされていない。他のカルシウム拮抗薬同様に、動脈血管の平滑筋の収縮に必要なCaイオンの流入を抑制し、末梢血管（動脈）を拡張させる。

## 解説
末梢血管抵抗の低下により血圧を下げ、また心臓に血液を送る冠動脈を拡張させ心筋への血流を増加させることにより多くのカルシウムチャネル拮抗薬同様に狭心症発作に有効である。なお、ジルチアゼムやベラパミルなどの非ジヒドロピリジン系カルシウムチャネル拮抗薬と異なり、心拍数低下作用や房室結節での伝導抑制作用は弱く、心房細動やPSVT（発作性上室性頻拍）などの頻脈性不整脈には無効である。
多くの高血圧患者にアムロジピンが使用されている理由として、
1. 従来のジヒドロピリジン系カルシウムチャネル拮抗薬と異なり顔面紅潮（顔が赤くみえる）や頭痛、頻脈（心拍数の上昇）などの副作用が少ないこと。
2. 半減期（消化管から吸収後の肝臓での代謝に要する時間）が長く、効果も確かであり1日1回投与で効果が持続すること。
3. 他の薬剤に劣るとの報告もあるが、多くの大規模な臨床試験が実施されており、臨床使用時のエビデンスが豊富であること。

などが挙げられる。

## 効能効果
- 高血圧[1]
- 狭心症[1]
  - 効能効果に関連する使用上の注意
    - アムロジピンは効果発現が緩徐であるため、緊急な治療を要する不安定狭心症には効果が期待できない。

  - 冠攣縮性狭心症に有効性がないわけではないが、有効血中濃度に達するまでに1週間程度かかり、その間の狭心症は発作（胸痛）に対する効果は弱く、専門医は他のカルシウムチャネル拮抗薬であるジルチアゼムR（持続製剤）、 ニフェジピンCR（持続製剤）、ベニジピンなどを推奨している[2]。

## 副作用
肝機能異常や薬疹など一般的にみられる副作用のほかに、アムロジピンなどのジヒドロピリジン系カルシウムチャネル拮抗薬特有のものとしては、血管拡張に伴う頭痛、顔面潮紅（顔面の血管拡張に伴い顔が赤みがかって見える）、下肢の浮腫や歯肉肥厚などがある。なお浮腫に関しては、アムロジピンの場合、1日5 mg投与群よりも、1日10 mg投与群の方が多く発現するとの報告が存在する。
添付文書には重大な副作用として、劇症肝炎、肝機能障害、黄疸（0.1%未満）、無顆粒球症、血小板減少（0.1%未満）、白血球減少、房室ブロック（0.1%未満）、横紋筋融解症が記載されている。（頻度未記載は頻度不明）

## 過量投与
アムロジピンは、その薬理作用から、過量投与された場合、過度に血管平滑筋が弛緩し、これによって末梢血管の拡張に伴う血管抵抗の減少が発生し、結果として充分な血圧が保てずに著しい低血圧、さらには、循環が保てずにショックに陥る可能性もある。アムロジピンを誤飲した場合は、その直後に活性炭を投与すればアムロジピンのAUCが99 %減少し、さらには2時間後の活性炭投与であってもAUCを49 %減少したとの報告があるので、消化管内への活性炭投与によって吸収抑制を狙うことは有効とされている。これに対して、アムロジピンはタンパク結合率の高い薬剤であることから、一旦吸収されてしまうと透析を行ったところで効果は望めないとされている。なお、アムロジピンは血中半減期が30時間から50時間程度と比較的長い薬剤であり、吸収されると長時間血中に留まり続ける。これは1例のみの症例報告ながら、アムロジピン140 mgを、55歳体重50 kgの女性が服用し、服用後約4時間後に胃洗浄処置と活性炭の消化管内への投与を行った症例では、4日が経過しても血中濃度は100 (ng/mL)程度で推移し続けたことが報告されている。

## 併用注意
グレープフルーツジュースと一緒に服用するとアムロジピンの降圧作用が強くなる可能性があり、避けることが推奨される。これは、グレープフルーツに含まれる成分がアムロジピンの代謝を阻害し、血中濃度を上昇させるためとされる。

## 商品名
- アムロジン（住友ファーマ）[8]
- ノルバスク（ヴィアトリス・旧ファイザー）[1]
- 日本での後発品名はすべて「アムロジピン」＋「発売会社名」である[9]。

ただし、アムロジピンには様々な合剤として販売されているケースもある。日本の場合、テルミサルタンとアムロジピンの合剤で「テラムロ」と命名されている例、アムロジピンとバルサルタンの合剤で「アムバロ」と命名されている例などがある。他にも「アイミクス」はイルベサルタンとアムロジピンの合剤であったり、「テラムロ」と同じテルミサルタンとアムロジピンの合剤でも「ミカムロ」と命名されているケースがあるなど、名称が乱立している。
2005年11月、ファイザーは大日本住友製薬（現住友ファーマ）に対して、住友製薬時代に締結したノルバスクのライセンス供与について、大日本住友製薬になった時点で消滅したとして、アムロジンの製造販売中止を求め双方で訴訟になっていたが、2006年に和解が成立。新たにライセンス契約が締結され、アムロジンの販売が引き続きできることになった。

## エビデンス
WHOが高血圧のエッセンシャルドラッグに選定しているが、これは臨床試験等によるエビデンス（ALLHAT (Antihypertensive and Lipid-Lowering Treatment to Prevent Heart Attack Trial) 試験など）があるためである。
- ALLHAT研究

ALLHAT研究は、アメリカ国立衛生研究所 (NIH) という公的機関による大規模な無作為臨床試験であり、これによりアムロジピンと利尿薬クロルタリドン、ACE阻害薬リシノプリル、α遮断薬が比較された。α遮断薬ドキサゾシンは、心不全や冠動脈血行再建術、狭心症の増加により実験早期から他薬に劣っており、倫理的問題があるということで、試験から脱落した。
アムロジピンは、クロルタリドン（利尿薬）、リシノプリル（ACE阻害薬）間には、主要評価項目（冠動脈疾患や心筋梗塞の発生予防）で差がみられなかった。